# Malcolm Mooney
Malcolm Mooney (* 1944) ist ein amerikanischer Musiker und bildender Künstler. Er war Sänger auf mehreren Alben der deutschen Krautrock-Band Can.

## Ausbildung
Mooney studierte an verschiedenen Universitäten bildende Kunst, unter anderem an der Universität Köln, der Boston University, der School of Visual Arts New York und der California State University. Seine Stücke stellt er vor allem in den USA aus. Seine akademische Laufbahn schloss Mooney 1979 in Boston mit dem Bachelor of Fine Arts und 1987 an der California State University mit dem Master of Fine Arts ab.

## Musik
Malcolm Mooney ist in Europa – und vor allem in Deutschland – weniger durch seine Kunstwerke als durch seine Stimme bekannt. Mooney ist insbesondere auf den ersten Aufnahmen von Can zu hören, darunter auf ihrem Debütalbum Monster Movie und auf dessen Vorgänger, der später unter dem Namen Delay 1968 veröffentlicht wurde. Berühmt wurde er mit dem Song She Brings the Rain, der im September 1970 auf dem Album Soundtracks erschien.
Im selben Jahr ging er in die Vereinigten Staaten und wurde bei Can durch Damo Suzuki ersetzt, kehrte aber Mitte der 1980er Jahre nach Deutschland zurück und nahm mit Can das Album Rite Time auf.

## Diskografie
Malcolm Mooney erscheint auf folgenden Alben:
Mit Can:
- 1969 Monster Movie
- 1970 Soundtracks
- 1981 Unlimited Edition
- 1981 Delay 1968
- 1989 Rite Time

Mit Tenth Planet:
- 1998 Malcolm Mooney and the Tenth Planet